# Шильников, Владимир Васильевич
Владимир Васильевич Ши́льников (род. 1939) — советский, российский учёный, государственный и политический деятель.

## Биография
Русский. После окончания в 1961 году лесоинженерного факультета Петрозаводского государственного университета, работал начальником рейда Ильинского лесозавода (Карельская АССР).
В 1963—1987 годах — преподаватель, заведующий кафедрой, декан лесоинженерного факультета, секретарь партийного комитета КПСС Петрозаводского государственного университета (1980—1987). В 1980 году был награждён Почётной грамотой Президиума Верховного Совета Карельской АССР.
В 1987—1990 годах работал заведующим сначала отделом науки и учебных заведений, позже — заведующим идеологическим отделом Карельского обкома КПСС.
В 1990 году избран секретарём Карельского обкома КПСС.
В 1991—1994 годах — доцент Петрозаводского государственного университета.
Избирался депутатом первого и второго созывов Палаты Республики Законодательного Собрания Республики Карелия, в июле 1999 года избирался заместителем председателя Палаты Республики ЗС РК, в январе 2000 года — председателем Палаты Республики ЗС РК.
Награждён медалью ордена «За заслуги перед Отечеством» II степени (1999).
Проживает в Петрозаводске.